# توني رايت (لاعب كريكت)
توني رايت (27 يونيو 1962 - ) (بالإنجليزية: Tony Wright)‏ هو لاعب كريكت بريطاني.

## وصلات خارجية
- توني رايت على موقع إي آس بي آن كريك إنفو (الإنجليزية)